# Thác Iguazu
Thác nước Iguazu hay Iguazú, Iguassu, Iguaçu (tiếng Bồ Đào Nha: Cataratas do Iguaçu (phiên âm: kataɾatɐz du iɡwasu); Tây Ban Nha: Cataratas del Iguazú (phiên âm: kataˈɾatas ðel iɣwaˈsu); Guarani: Chororo Yguasu (phiên âm: ɕoɾoɾo ɨɣʷasu) là thác nước nằm trên sông Iguazu, biên giới của bang Paraná của Brasil và tỉnh Misiones của Argentina. Sông Iguazu chảy từ khu vực núi gần thành phố Curitiba hợp lưu với sông San Antonio hình thành ranh giới tự nhiên giữa Argentina và Brazil.
Cái tên "Iguazu" xuất phát từ tiếng Guarani hoặc Tupi "y", có nghĩa là "nước", và "ûasú" [wasu], có nghĩa là "lớn" . Truyền thuyết kể rằng một vị thần đã kết hôn với một người phụ nữ đẹp tên Naipí, nhưng người đó đã chạy trốn với một người tên là Tarobá trong một chiếc xuồng. Trong cơn giận dữ, thần thái lát sông, tạo ra thác nước này. Một người Tây Ban Nha Álvar Núñez Cabeza de Vaca đạt được danh hiệu conquistador là người tìm thấy thác nước này vào năm 1541.

## Địa lý
Iguazu nằm trên sông Iguazu, trên cạnh của các cao nguyên Paraná, có chiều dài 23 km (14 dặm) tại thượng nguồn, sau đó hợp lưu của Iguazu với sông Paraná. Nhiều hòn đảo dọc theo thác trải dài trên chiều dài 2,7 km phân chia thác thành nhiều thác nước nhỏ riêng biệt. Thác Iguazu có độ cao thay đổi từ 60 đến 82 mét (197 đến 269 ft). Số lượng những thác nước nhỏ dao động từ 150 tới 300, tùy thuộc vào lượng nước. Một nửa của dòng chảy con sông đổ vào một vực thẳm dài và hẹp được gọi là Họng quỷ (Garganta del Diablo trong tiếng Tây Ban Nha hoặc Garganta do Diabo trong tiếng Bồ Đào Nha). Vực thẳm này có hình chữ U, cao 82 m rộng 150 m và dài 700 m (269 × 490 × 2.300 ft). Một số thác nhỏ hơn gần thác Iguazu, chẳng hạn như thác San Martin, thác Bossetti và nhiều thác khác .

Thác nước bên phía Argentina có khoảng 900 m (2950 ft) trên tổng chiều dài 2,7 km (1,7 dặm) là không có nước chảy bởi nước của sông Iguazu trong hẻm núi thấp hơn so với trên sông Paraná, và cách đập Itaipu không xa. Tại cửa sông Iguazu đổ vào Paraná là biên giới tự nhiên của ba quốc gia Brazil, Argentina và Paraguay. Tại đây gần các thành phố Foz do Iguaçu (của Brazil), Puerto Iguazú (của Argentina) và Ciudad del Este (của Paraguay).

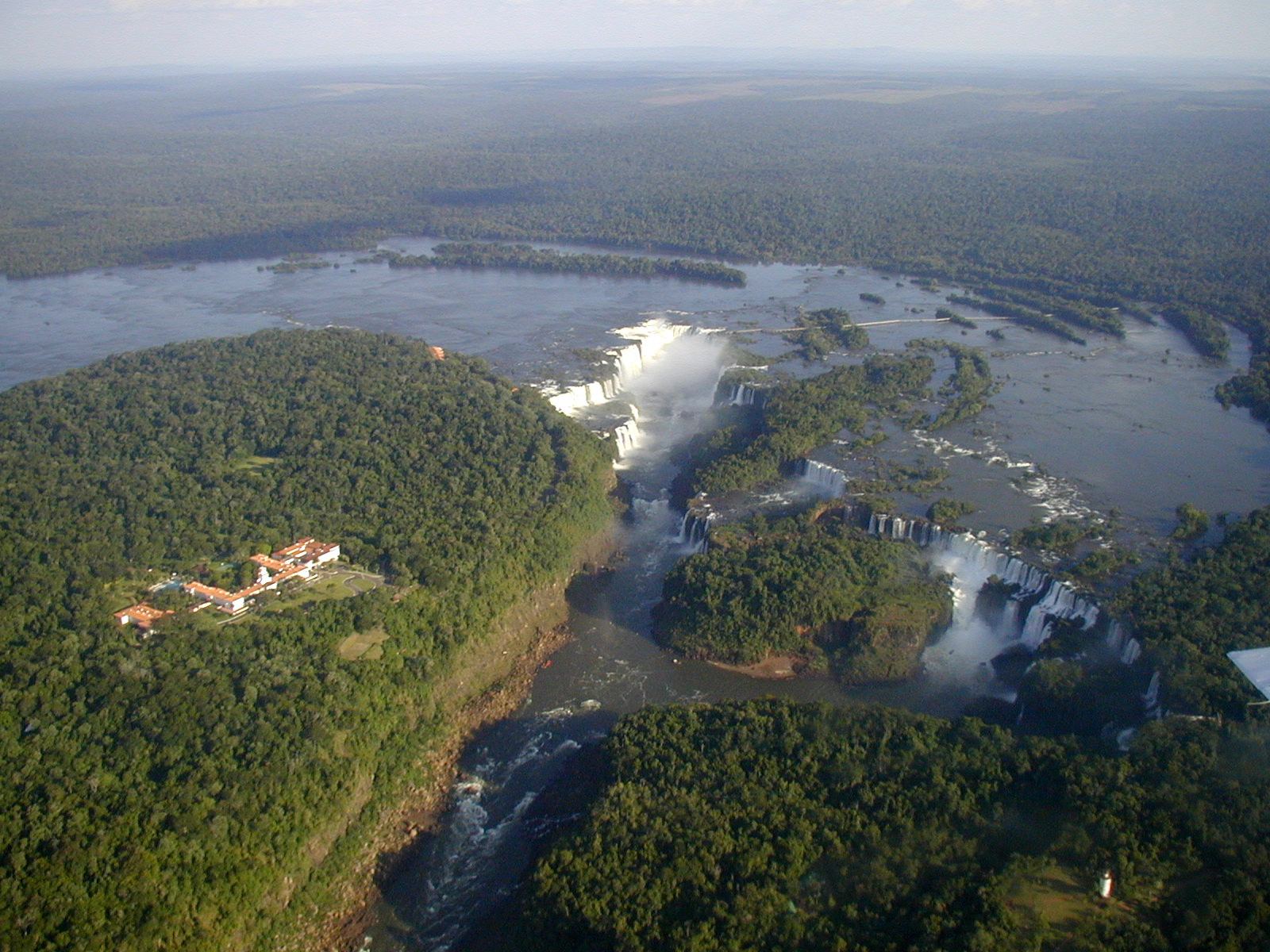
Iguazú từ phía Argentina

Thác Iguazu được sắp xếp giống như một chữ "J" đảo ngược. Ở phần bên phải là lãnh thổ Brazil, trong đó có hơn 20% của thác, và bên trái là lãnh thổ Argentina chiếm gần 80% của thác.

Thác nước Iguazu được bảo vệ bởi hai vườn quốc gia là vườn quốc gia Iguaçu của Brazil và vườn quốc gia Iguazú. Cả hai vườn quốc gia này lần lượt được UNESCO công nhận là di sản thế giới vào năm 1984 và 1986 . Đây cũng là một trong những khu vực bảo tồn rừng lớn nhất ở Nam Mỹ.

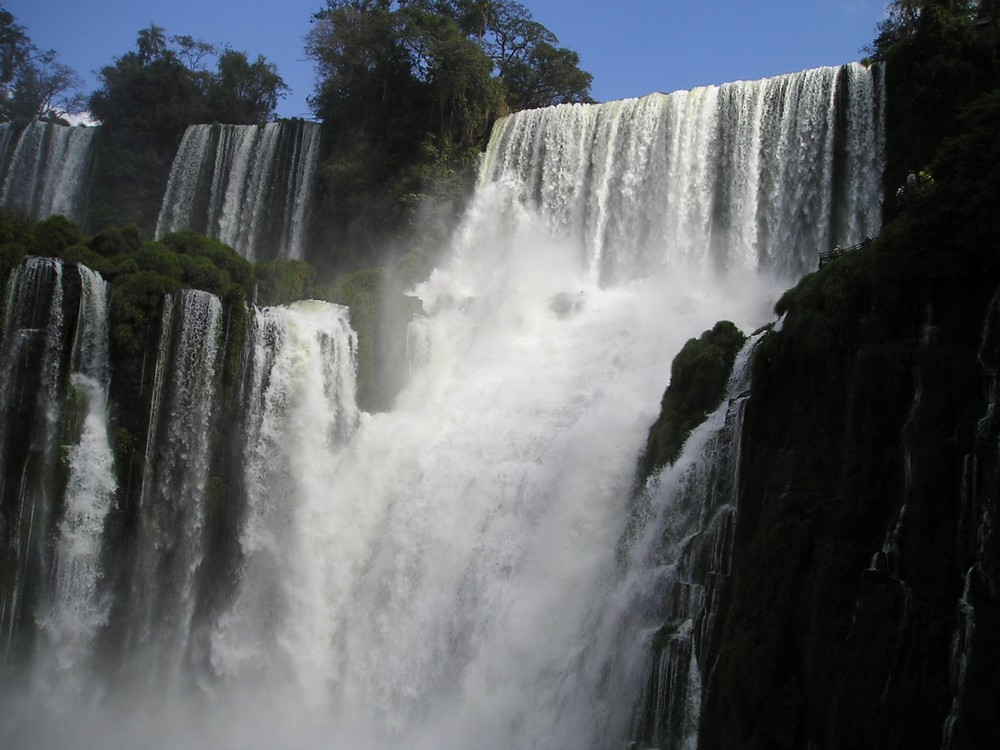
Một góc thác Iguazu

Khu vực thác nước lần đầu tiên được đề xuất thành lập vườn quốc gia của Brazil nhằm bảo vệ thiên nhiên cho thế hệ tương lai. Trong cuốn sách được viết vào năm 1876 của một kỹ sư tên là Andre Rebouças, thác nước được mô tả bằng những từ ngữ như "đẹp tuyệt vời", "đẹp như tranh vẽ", "được tạo ra bởi Đức Chúa Trời"...
Tham quan thác nước từ phía Brazil, chúng ta có thể đi bộ theo con đường dọc hẻm núi hoặc quan sát trên trực thăng. Nhưng Argentina đã cấm các tour du lịch trực thăng như vậy bởi vì nó gây các tác động tới môi trường, tới hệ động thực vật của thác . Khách quốc tế tới sân bay Foz do Iguacu, sau đó đi taxi hoặc xe buýt tới cổng của vườn quốc gia cách đó khoảng 10 km.
Tại Argentina, chúng ta phải đi bằng tàu qua một khu rừng mưa nhiệt đới, sau đó khách du lịch có thể chiêm ngưỡng thác từ con đường mòn dài khoảng 1 km hoặc đi thuyền, xuồng cao su để chiêm ngưỡng thác nước từ chân của nó. Việc tạo tour du lịch từ cả hai quốc gia nhằm tạo lợi nhuận cho cả hai, đồng thời giảm thiệu lượng khách du lịch, giảm ô nhiễm và lượng khí thải. Dọc chuyến du lịch, chúng ta có thể chiêm ngưỡng các loài động vật quý hiếm của vườn quốc gia như báo đốm, bướm, gấu trúc, khỉ Prego, rắn san hô, chim Toucan, vẹt, cá sấu Caiman...

## So sánh

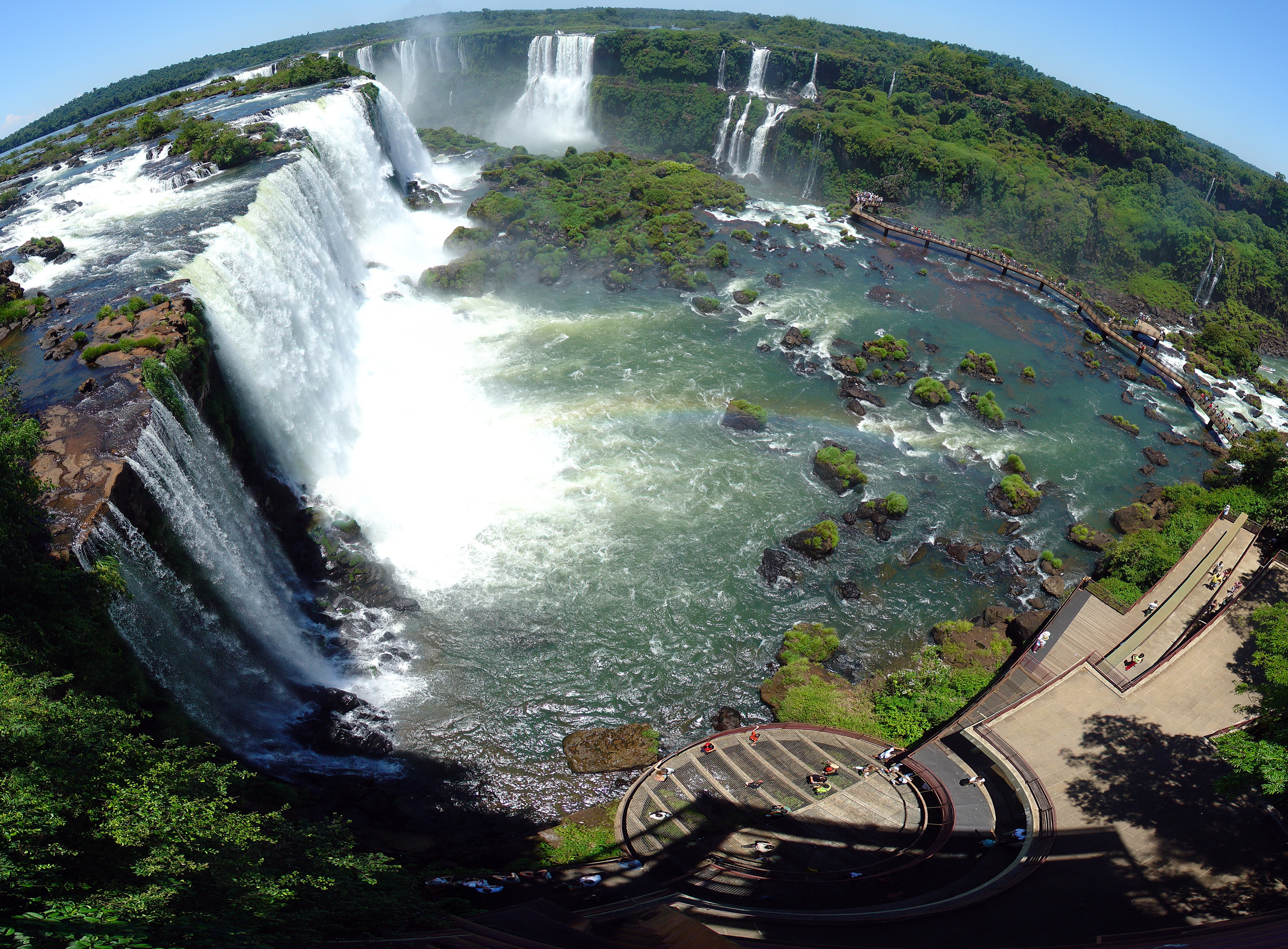
Du lịch và chiêm ngưỡng thác nước tại Brazil

Khi nhìn thấy Iguazu lần đầu tiên, chính khách Hoa Kỳ là Eleanor Roosevelt, vợ của tổng thống Franklin D. Roosevelt đã thốt lên "Poor Niagara!" . Iguazu cũng thường được so sánh với thác Victoria ở châu Phi, là thác nước ngăn cách Zambia và Zimbabwe. Thác Iguazu rộng hơn, nhưng bởi vì nó được chia thành khoảng 275 thác nước nhỏ bởi các đảo nhỏ nên thác Victoria là "bức màn lớn nhất" của các thác nước trên thế giới, với chiều rộng trải dài hơn 1.600 m (5249 ft) và cao 100 m (328 ft) (khi lưu lượng thấp, thác Victoria được chia thành 5 thác nhỏ; khi dòng chảy lớn, nó có thể đổ xuống mà không bị gián đoạn). Thác Iguazu cũng không rộng và chảy siết như thác Boyoma (với chiều rộng tới 100 km).
Iguazu hiện đang có dòng chảy trung bình hàng năm lớn nhất trên thế giới, sau khi được so sánh với thác Niagara, với một tốc độ trung bình là 1.746 m3 / s (61.660 cu ft). Ghi lại dòng chảy tối đa của nó là 12.800 m3 / s (452.000 cu ft / s)  Để so sánh, lưu lượng trung bình của thác Niagara là 2.400 m3 / s (85.000 cu ft), với lưu lượng ghi nhận tối đa là 8.300 m3 / s. (293.000 cu ft / s) . lưu lượng trung bình tại thác Victoria là 1.088 m3 / s (38.420 cu ft / s), với lưu lượng ghi tối đa 7.100 m3 / s (250.000 cu ft / s). 

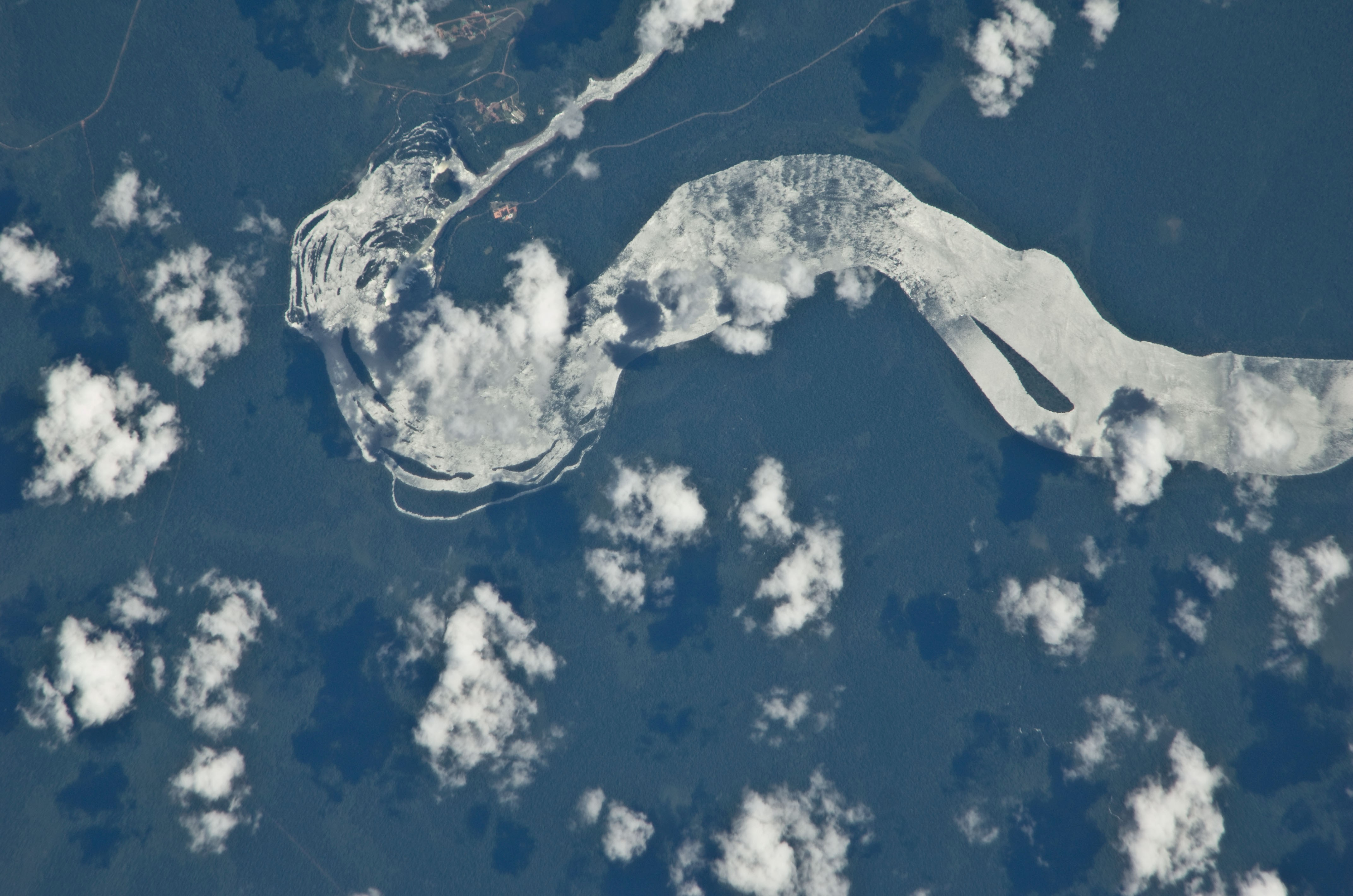
Quan sát từ vệ tinh

Chỉ có độ cao từ 30 tới 150 mét (100 và 490 ft), còn tại thác Victoria có chiều cao 300 m (984 ft). Tuy nhiên, Iguazu có tầm quan sát tốt hơn, cùng với lối đi và hình dạng của nó cho phép quan sát được những khung cảnh ngoạn mục. Tại một thời điểm, một người có thể đứng bao quát 260 độ của thác nước. Iguazu được chia thành các thác nước nhỏ, người ta có thể quan sát được thác từ giữa thác. Victoria không cho phép điều này, vì nó cơ bản là một trong những thác nước rơi vào một hẻm núi và quá rộng để quan sát được từ đây (trừ khi quan sát từ trên không).
Ngày 11 tháng 11 năm 2011, Iguazu đã được công bố là một trong bảy kỳ quan thiên nhiên của tổ chức Bảy kỳ quan thế giới mới (NOWC)